# Avalon
Avalon (ili Afallach, Auelon, Avallach, Afallon) je mitsko ostrvo iz velške mitologije, koje je prvi put predstavljeno u legendi o Kralju Arturu.

## Karakteristike
Ostrvo se nalazilo u centru velikog jezera, okruženo tamnim šumama, njegove mirne vode blistale su poput plavog čelika. Junak ranjen u bici sam je morao pronaći naporan put kroz šume, sve do obale jezera, gde ga je čekao čamac prekriven crnom tkaninom sa tajanstvenom ženom za kormilom.
Prvi put ga je spomenuo Džefri od Monmuta 1136. godine pod nazivom Insula Avallonis (ostrvo Avalon na latinskom) u svojoj pseudoistoriji Istorija kraljeva Britanije (Historia Regum Britanniae) i to na dva mesta. Prvi put kao mesto gde je umro Kralj Artur, nakon što su ga neuspešno pokušali izlečiti od rana zadobijenih u bitci kod Camlanna. I drugi put kao mesto gde je iskovan znameniti mač Ekskalibur.
Isti autor ga je u delu - Vita Merlini iz 1150. zove srećnim i Insula pomorum (otok jabuka). Njime je vladala čarobnica Morgana le Fay sa svojih osam sestara, koje su sve bile vešte u umetnosti izlečenja.
Džefri je možda pokušao povezati svoj Otok jabuka sa Elizijumom iz keltske mitologije, a i ime Avalon je vrlo blisko velškoj imenici za jabuku - afal. Profesor Džon Ris (John Rhys) je u svojoj knjizi iz 1891. - Studies in the Arthurian Legend, preferirao povezati ime Avalon sa Aballachom, (hipotetskim) mračnim božanstvom iz keltske mitologije.
Avalon je vremenom postao povezan sa Glastonburijem u Grofoviji Somerset, u jugozapadnoj Engleskoj najverovatnije u vezi sa keltskim legendama o staklenom ostrvu na kom žive preminuli heroji. Verovatno su tu priču raširili vojnici iz Glastonburijske opatije koji su pokušali iskoristiti arturijansku legendu u korist svoje zajednice.